# Ла Плата (Мисури)
Ла Плата (енгл. La Plata) град је у америчкој савезној држави Мисури.

## Демографија
По попису из 2010. године број становника је 1.366, што је 120 (-8,1%) становника мање него 2000. године.
| Група             | 2000.         | 2010.         |
| Белци             | 1.447 (97,4%) | 1.313 (96,1%) |
| Афроамериканци    | 2 (0,1%)      | 3 (0,2%)      |
| Азијати           | 2 (0,1%)      | 2 (0,1%)      |
| Хиспаноамериканци | 25 (1,7%)     | 18 (1,3%)     |
| Укупно            | 1.486         | 1.366         |